# Bezirk Riebiņi
Der Bezirk Riebiņi (Riebiņu novads) war ein Bezirk in Lettland, der von 2004 bis 2021 existierte. Bei der Verwaltungsreform 2021 wurde der Bezirk aufgelöst, sein Gebiet gehört seitdem zum neuen Bezirk Preiļi.

## Geographie
Das Bezirksgebiet liegt in der Region Lettgallen im Südosten des Landes.

## Bevölkerung
Der Bezirk wurde 2004 durch Zusammenlegung der Gemeinden Galēni, Riebiņi, Rušona, Silajāņi, Sīļukalns und Stabulnieki gebildet. Das Verwaltungszentrum war Riebiņi. Im Jahr 2020 waren 4513 Einwohner gemeldet.

## Sehenswürdigkeiten

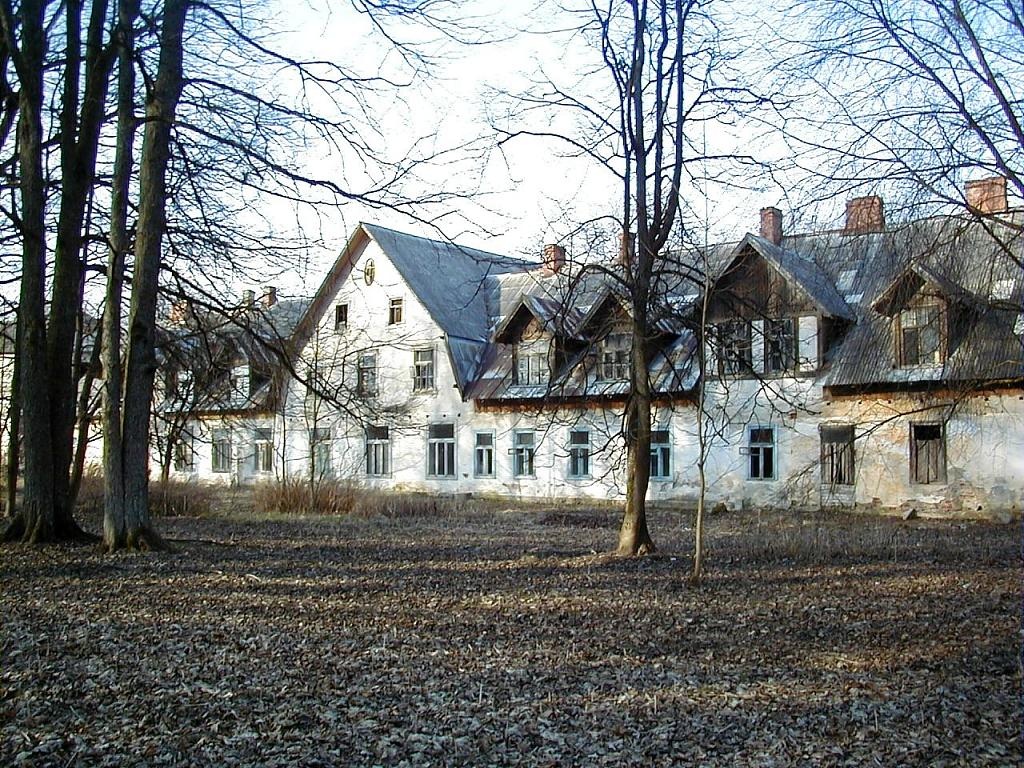
Herrenhaus Golan in Galēni, erbaut im 18./19. Jahrhundert
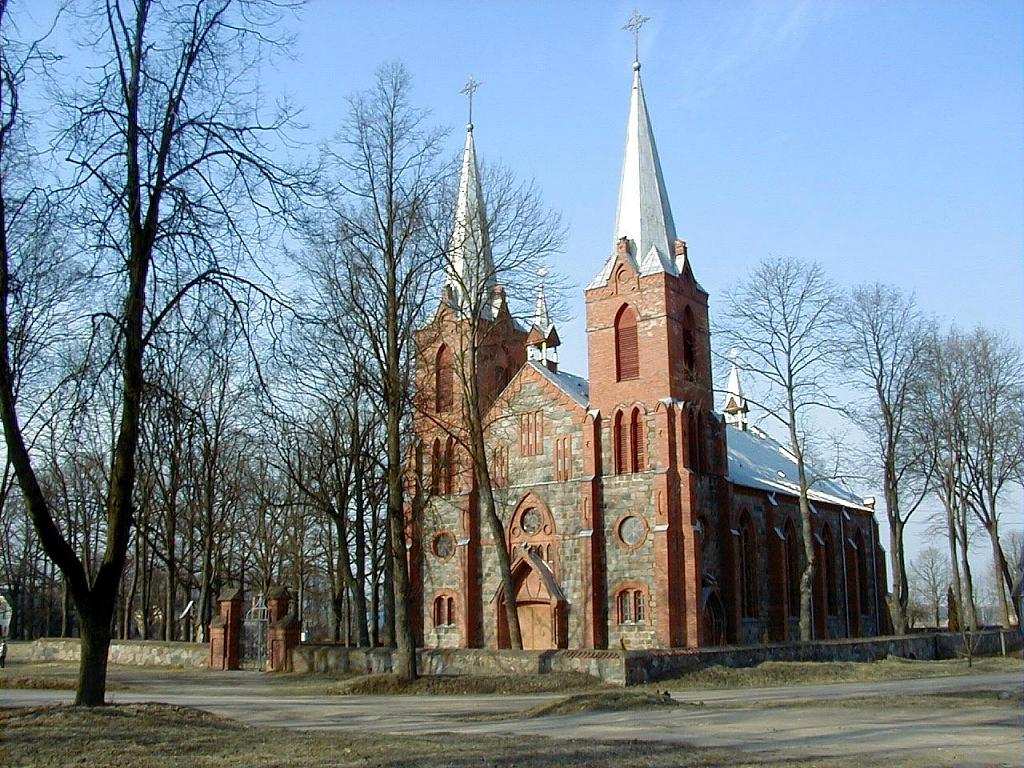
Römisch-katholische Heiliggeistkirche Vidsmuiza in Galēni, erbaut von 1910 bis 1912
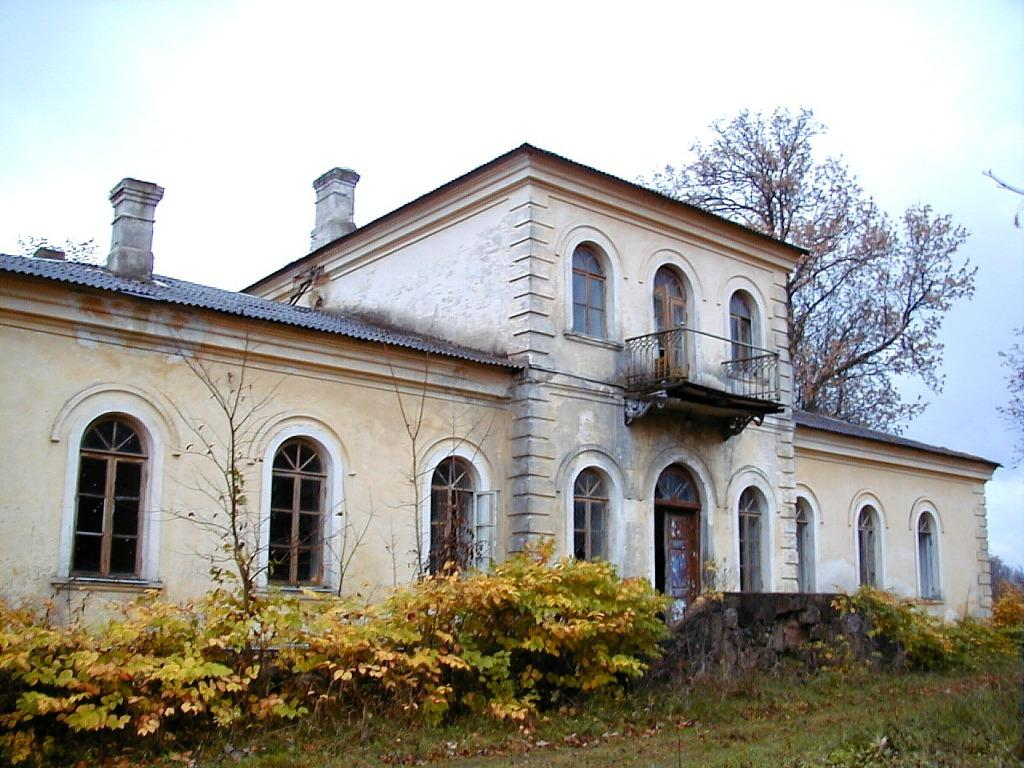
Herrenhaus in Rušona, erbaut 1903
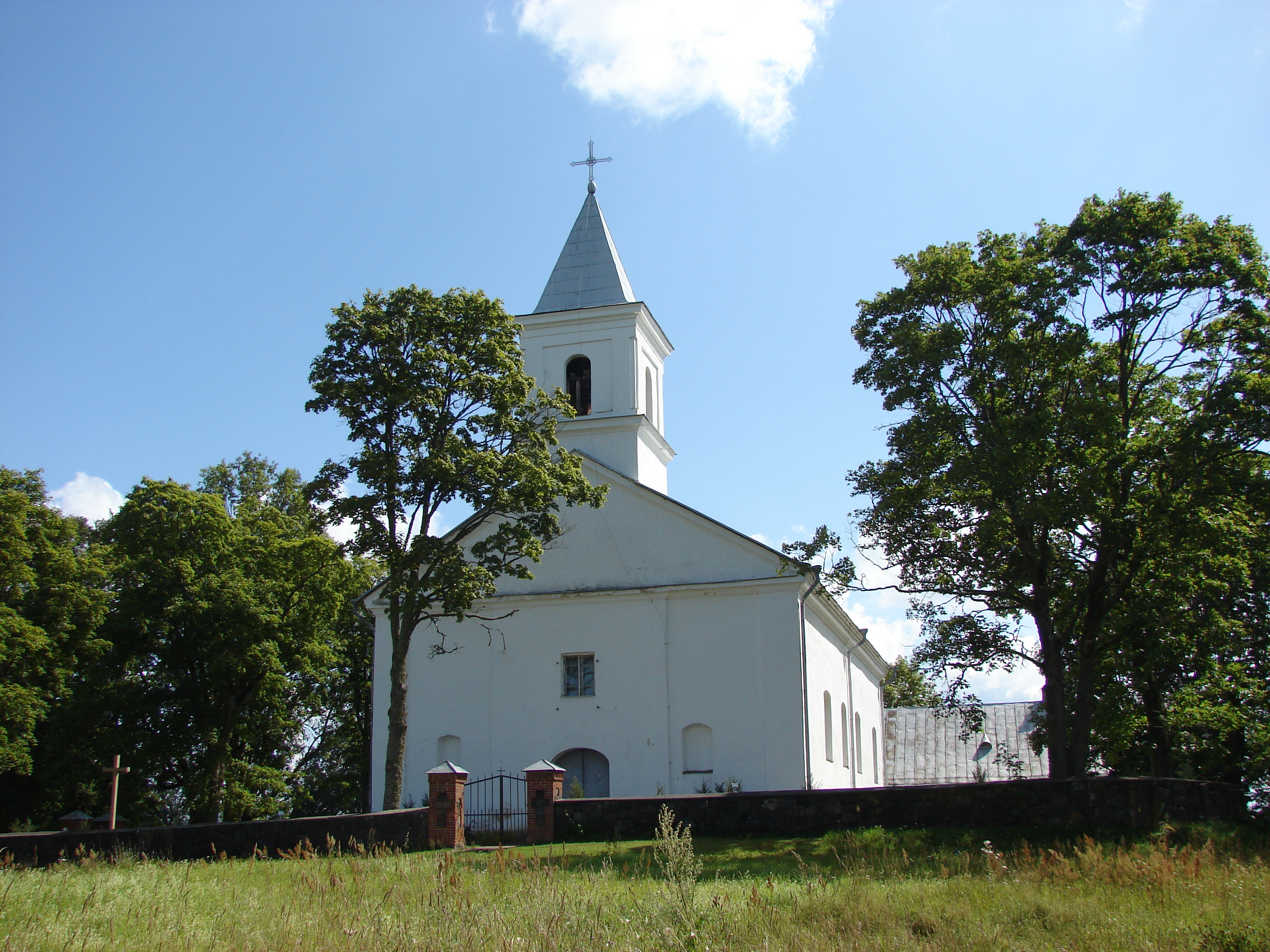
Römisch-Katholische Kirche des Erzengel Michael in Rušona, erbaut 1816